# Carlos Boozer
Carlos Austin Boozer, Jr., född 20 november 1981 i Aschaffenburg i Västtyskland, är en amerikansk professionell basketspelare, power forward.

## Olympisk karriär
Boozer var med USA:s lag, som tog OS-brons 2004 i Aten. Fyra år senare var han med och revanscherade sig genom att ta guld i OS 2008 i Peking. Detta var USA:s trettonde basketguld i olympiska sommarspelen.

## Lag
- Cleveland Cavaliers (2002–2004)
- Utah Jazz (2004–2010)
- Chicago Bulls (2010–2014)
- Los Angeles Lakers (2014–2015)
- Guangdong Southern Tigers (2016–2017)